# Lindenau (Mondkrater)
Lindenau ist ein Einschlagkrater im Süden der Mondvorderseite, südwestlich des Mare Nectaris, südwestlich des Kraters Piccolomini und nordöstlich von Rabbi Levi.
Der Krater ist nur wenig erodiert und weist im Inneren konzentrische Strukturen auf.
| Buchstabe | Position           | Durchmesser | Link |
| --------- | ------------------ | ----------- | ---- |
| D         | 30,46° S, 24,91° O | 10 km       |      |
| E         | 31,7° S, 26,47° O  | 7 km        |      |
| F         | 32,39° S, 26,32° O | 10 km       |      |
| G         | 33,28° S, 27,29° O | 10 km       |      |
| H         | 31,4° S, 26,27° O  | 12 km       |      |

Der Krater wurde 1935 von der IAU nach deutschen Astronomen Bernhard von Lindenau offiziell benannt.